# Yvonne Sherman
Yvonne Claire Sherman Tutt (Nova Iorque, Nova Iorque, 3 de maio de 1930 – Colorado Springs, Colorado, 2 de fevereiro de 2005) foi uma patinadora artística americana, que competiu no individual feminino e nas duplas. Ela conquistou uma medalha de prata e uma de bronze em campeonatos mundiais e foi bicampeã do campeonato nacional americano. Sherman disputou os Jogos Olímpicos de Inverno de 1948 terminando na sexta posição no individual geral e na quarta posição nas duplas com Robert Swenning.

## Principais resultados

### Individual feminino
| Resultados                                            | Resultados        | Resultados       | Resultados       | Resultados        | Resultados    | Resultados    | Resultados    | Resultados    | Resultados    | Resultados    | Resultados    | Resultados    |
| Internacional                                         | Internacional     | Internacional    | Internacional    | Internacional     | Internacional | Internacional | Internacional | Internacional | Internacional | Internacional | Internacional | Internacional |
| Evento/Temporada                                      | 1946– 1947        | 1947– 1948       | 1948– 1949       | 1949– 1950        |               |               |               |               |               |               |               |               |
| ----------------------------------------------------- | ----------------- | ---------------- | ---------------- | ----------------- | ------------- | ------------- | ------------- | ------------- | ------------- | ------------- | ------------- | ------------- |
| Jogos Olímpicos                                       |                   | 6.ª              |                  |                   |               |               |               |               |               |               |               |               |
| Campeonato Mundial                                    |                   | 6.ª              | Medalha de prata | Medalha de bronze |               |               |               |               |               |               |               |               |
| Campeonato Norte-Americano                            | Medalha de bronze |                  | Medalha de ouro  |                   |               |               |               |               |               |               |               |               |
| Nacional                                              |                   |                  |                  |                   |               |               |               |               |               |               |               |               |
| Campeonato dos Estados Unidos                         |                   | Medalha de prata | Medalha de ouro  | Medalha de ouro   |               |               |               |               |               |               |               |               |
|                                                       |                   |                  |                  |                   |               |               |               |               |               |               |               |               |
| Legenda: Competição não foi disputada nesta temporada |                   |                  |                  |                   |               |               |               |               |               |               |               |               |

### Duplas com Robert Swenning
| Resultados                                            | Resultados       | Resultados       | Resultados    | Resultados    | Resultados    | Resultados    | Resultados    | Resultados    | Resultados    | Resultados    | Resultados    | Resultados    |
| Internacional                                         | Internacional    | Internacional    | Internacional | Internacional | Internacional | Internacional | Internacional | Internacional | Internacional | Internacional | Internacional | Internacional |
| Evento/Temporada                                      | 1946– 1947       | 1947– 1948       |               |               |               |               |               |               |               |               |               |               |
| ----------------------------------------------------- | ---------------- | ---------------- | ------------- | ------------- | ------------- | ------------- | ------------- | ------------- | ------------- | ------------- | ------------- | ------------- |
| Jogos Olímpicos                                       |                  | 4.ª              |               |               |               |               |               |               |               |               |               |               |
| Campeonato Mundial                                    |                  | 5.ª              |               |               |               |               |               |               |               |               |               |               |
| Campeonato Norte-Americano                            | Medalha de prata |                  |               |               |               |               |               |               |               |               |               |               |
| Nacional                                              |                  |                  |               |               |               |               |               |               |               |               |               |               |
| Campeonato dos Estados Unidos                         | Medalha de ouro  | Medalha de prata |               |               |               |               |               |               |               |               |               |               |
|                                                       |                  |                  |               |               |               |               |               |               |               |               |               |               |
| Legenda: Competição não foi disputada nesta temporada |                  |                  |               |               |               |               |               |               |               |               |               |               |